# Le Vigen
Le Vigen (okzitanisch: Lo Vijan) ist eine französische Gemeinde mit 2.298 Einwohnern (Stand 1. Januar 2022) im Département Haute-Vienne in der Region Nouvelle-Aquitaine. Sie gehört zum Arrondissement Limoges und zum Kanton Condat-sur-Vienne.

## Geographie

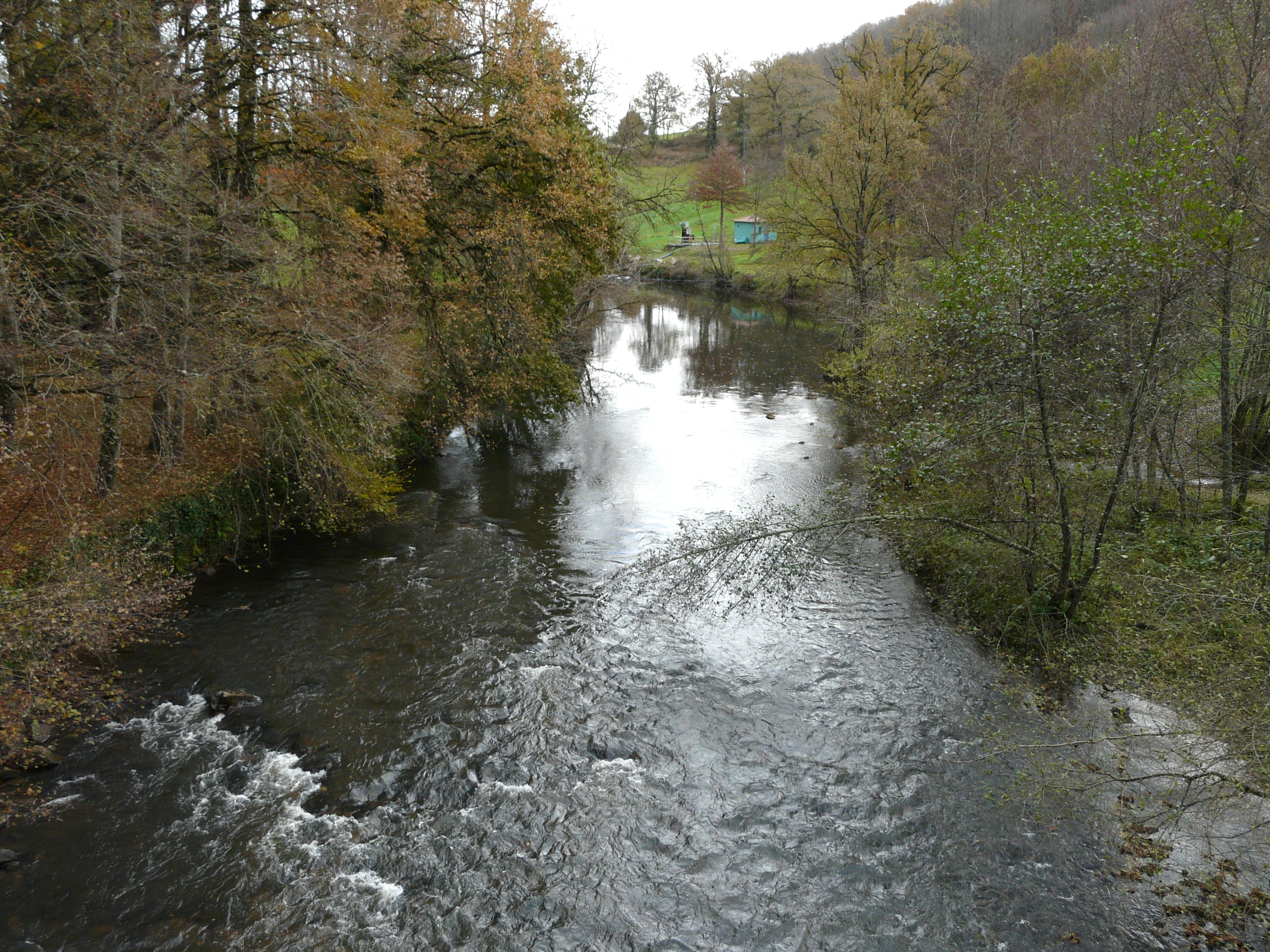
Die Briance bei Le Vigen

Le Vigen liegt im Limousin etwa neun Kilometer südsüdöstlich von Limoges am Fluss Briance. Umgeben wird Le Vigen von den Nachbargemeinden Limoges im Norden, Feytiat im Nordosten, Boisseuil im Nordosten und Osten, Saint-Jean-Ligoure im Südosten und Süden, Saint-Maurice-les-Brousses im Südwesten, Jourgnac im Südwesten und Westen sowie Solignac im Westen.
Durch die Gemeinde führt am nordöstlichen Rand die Autoroute A20.

## Bevölkerungsentwicklung
| Jahr      | 1962 | 1968 | 1975 | 1982 | 1990 | 1999 | 2006 | 2012 | 2020 |
| Einwohner | 1098 | 1044 | 1055 | 1263 | 1550 | 1704 | 2032 | 2051 | 2271 |

## Sehenswürdigkeiten
- Die Pfarrkirche Saint-Mathurin wurde in zwei Bauabschnitten errichtet. Das Langhaus, das Querschiff und der Chor stammen aus dem Ende des 11. bzw. Anfang des 12. Jahrhunderts, der Glockenturm und die Vorhalle stammen aus dem 13. Jahrhundert. Die als Anbau an den Chor errichtete Sakristei stammt aus dem 19. Jahrhundert. Die Kirche birgt zahlreiche Ausstattungsgegenstände, die in der Base Palissy gelistet sind, darunter eine große Anzahl, die als Monument historique der beweglichen Objekte eingeschrieben sind. Die Kirche selbst ist seit 1912 als Monument historique klassifiziert.
- Schloss Le Reynou aus dem 19. Jahrhundert, Fassaden und Dächer des Schlosses seit 1994 als Monument historique eingeschrieben, zoologischer Garten seit 1995 klassifiziert

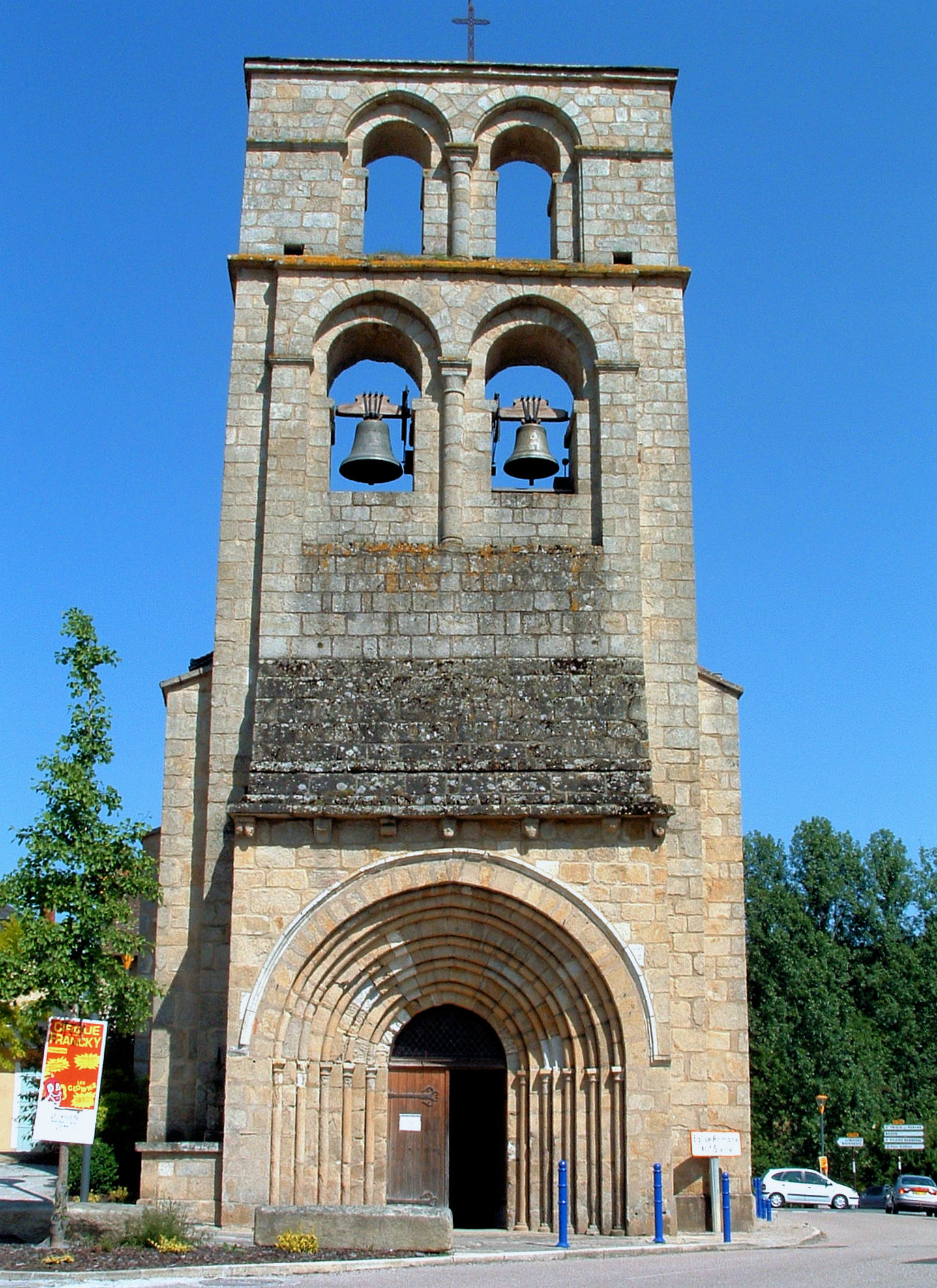
Kirche Saint-Mathurin
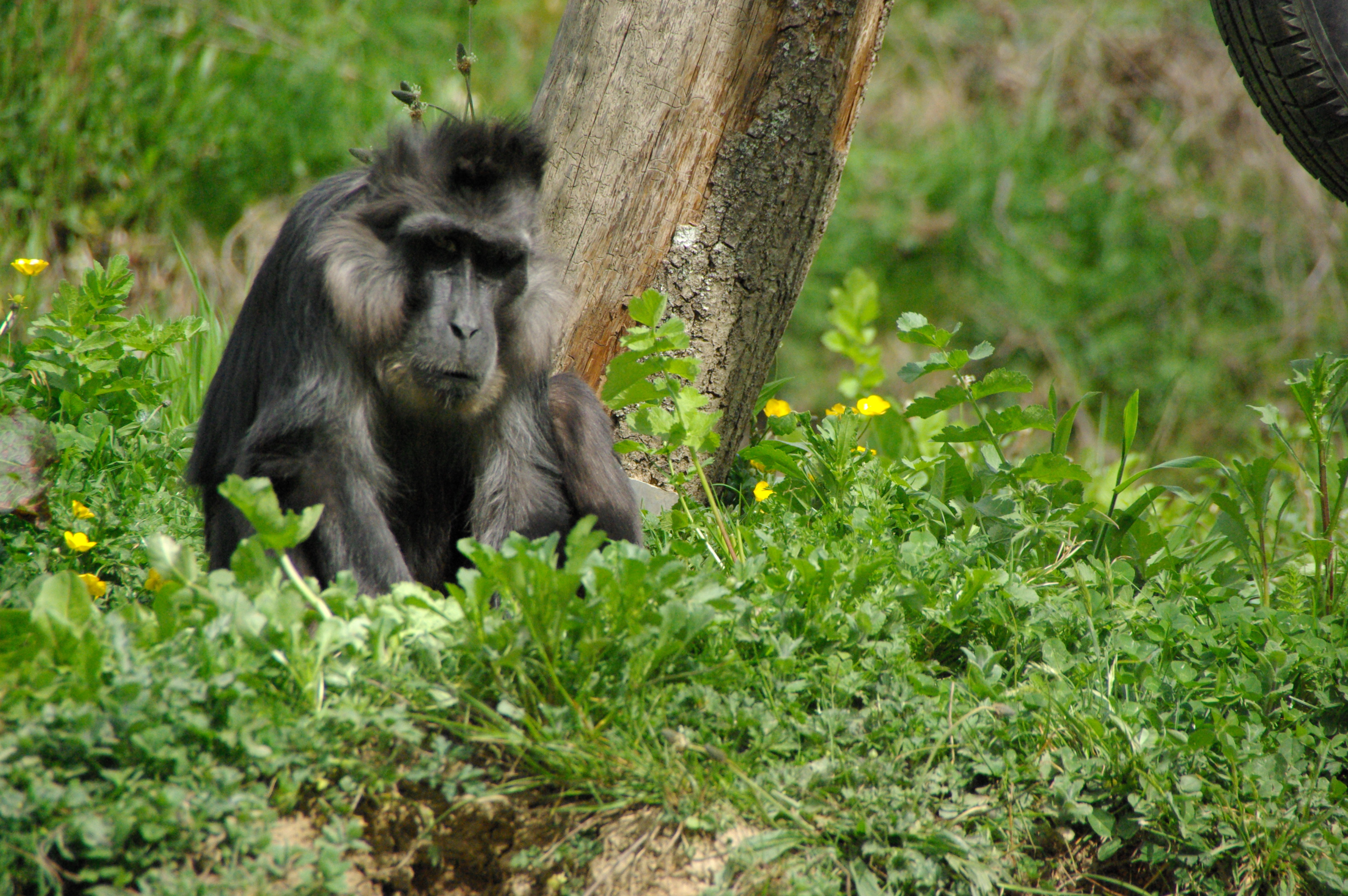
Im Zoo von Le Vigen
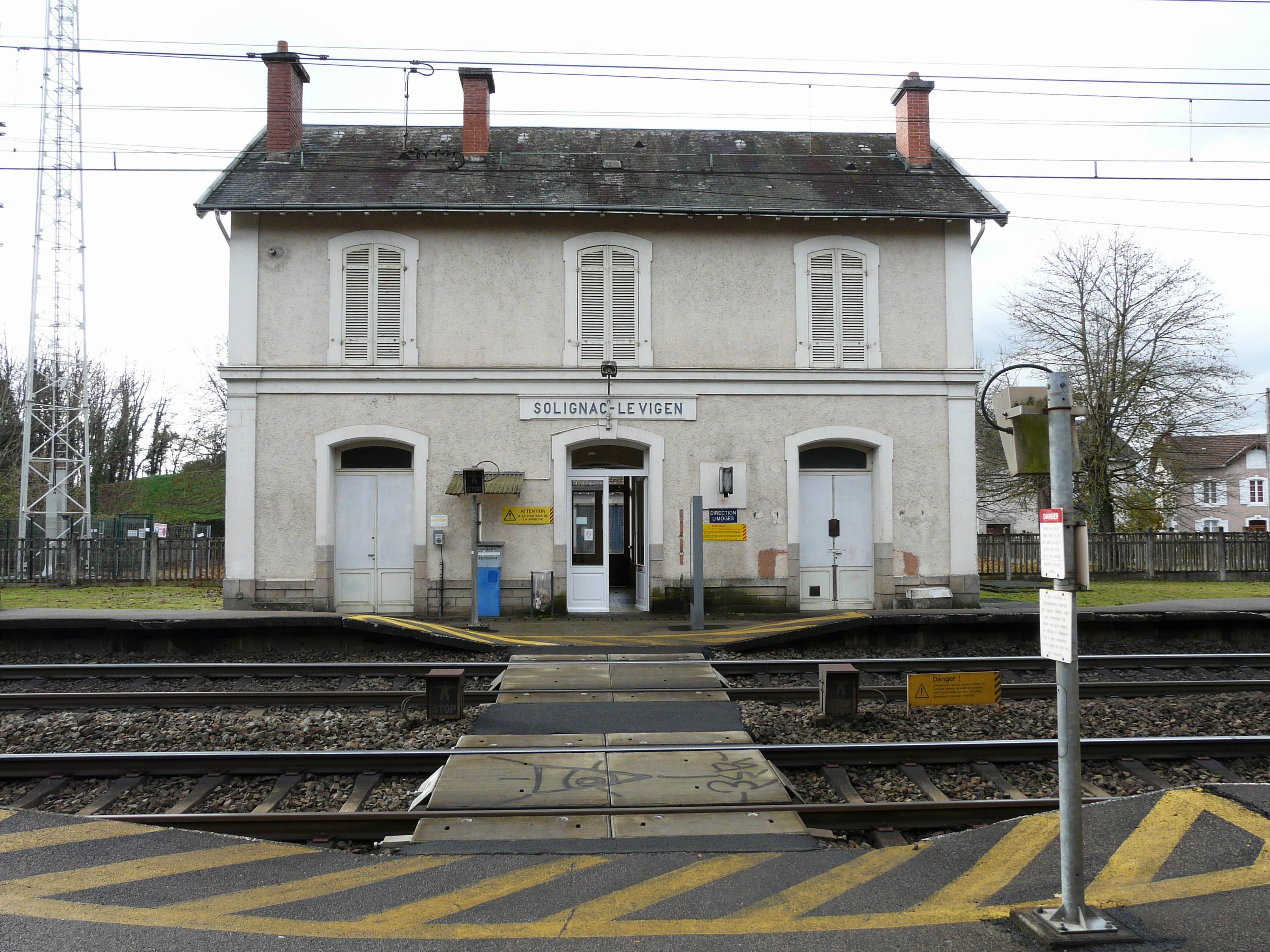
Bahnhof Solignac-Le Vigen